# Parc Nacional de Cabañeros
El Parc Nacional de Cabañeros és un parc nacional que hi ha a Espanya, així com una zona d'especial protecció per aus ZEPA. És en una gran finca de la província de Ciudad Real, en el terme municipal de Retuerta del Bullaque. La finca tenia una extensió aproximada de quinze mil hectàrees. El terme "Cabañeros" està documentat almenys des del segle xvi. Aquesta gran finca es va fer famosa a partir de 1983 quan es va saber que seria destinada a un camp de tir de l'exèrcit de l'aire. Després d'una lluita de cinc anys en la qual van participar col·lectius ecologistes i pacifistes, veïns i grups polítics el 1988 el govern va declarar aquest territori parc natural. Posteriorment es declararia parc nacional, ampliant els seus límits a altres finques, com per exemple, Los Navalucillos a finals de la primera dècada del segle XXI.
En iniciar-se les polèmiques per la declaració de Cabañeros com un futur camp de tir, van sorgir diferents grups d'ecopacifistes que van crear els "Comités de Defensa de Cabañeros" en diferents pobles i ciutats castellanomanxegues. Posteriorment aquests comitès es van unir en un, el "Comité en defensa de Cabañeros". Amb el temps es començaria a parlar del Grupo Ecologista Cabañeros o de la Asociación Cabañeros. En l'actualitat aquest grup encara existeix integrat a Ecologistas en Acción.
Cabañeros és també el nom d'una mancomunitat que es va crear el 1996 en els municipis propers al parc nacional.

## Localització
Està enclavat a cavall entre el nord-oest de la província de Ciudad Real i el sud-oest de la província de Toledo. En els Montes de Toledo, s'emmarca entre les serres de Rocigalgo i el Chorrito, al nord, i la serra de Miraflores al sud. Dos afluents del riu Guadiana, el Bullaque i l'Estena, senyalen el límit del parc a l'est i a l'oest, respectivament.
El Parc Nacional de Cabañeros està circumscrit per 6 pobles que conformen la seva àrea d'influència socioeconòmica, que pertanyen a les províncies de Ciudad Real i Toledo: Alcoba de los Montes i la seva pedanía Santa Quiteria, Horcajo de los Montes, Navas de Estena i Retuerta del Bullaque a la província de Ciudad Real, Hontanar, Los Navalucillos i les seves pedanías: Los Alares, Valdeazores i Robledo del Buey a la província de Toledo.
Els pobles dels voltants del parc han portat durant segles una vida lligada a tradicions com el pasturatge, el carboneig o l'apicultura; ja que van tenir lloc moltes restriccions d'ús des del segle xii fins al segle xviii en pertànyer els Montes de Toledo a la ciutat de Toledo que dictava els usos permesos a la zona segons el seu interès.

## Fauna

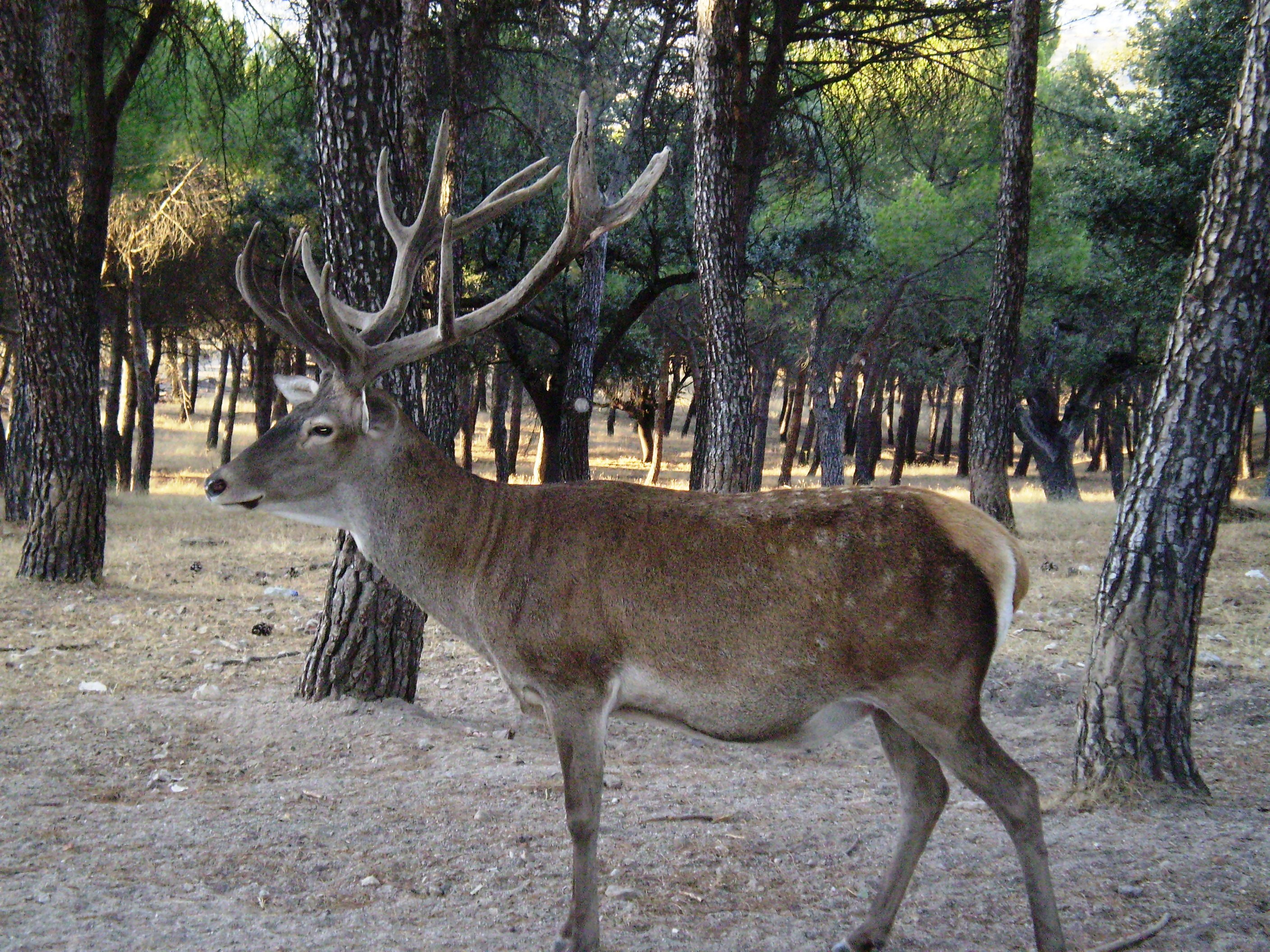
Cérvol comú (Cervus elaphus).

Entre la fauna de Cabañeros cal assenyalar algunes espècies en perill d'extinció o vulnerables com l'àguila imperial ibèrica (Aquila adalberti), el voltor negre (Aegipius monachus) —la colònia del qual va arribar el 2004 a la xifra de 186 parelles—, o l'amenaçat linx ibèric (Lynx ibericus).
Entre els turistes que visiten el Parc Nacional tenen molta acceptació els cérvols (Cervus elaphus) que poblen les zones planes i que han donat al parc el sobrenom de "Serengeti espanyol".
Entre les espècies desaparegudes destaquen la cabra salvatge ibèrica (Capra pyrenaica) i el llop ibèric (Canis lupus signatus), la primera al segle xix i el segon als anys setanta.

## Flora

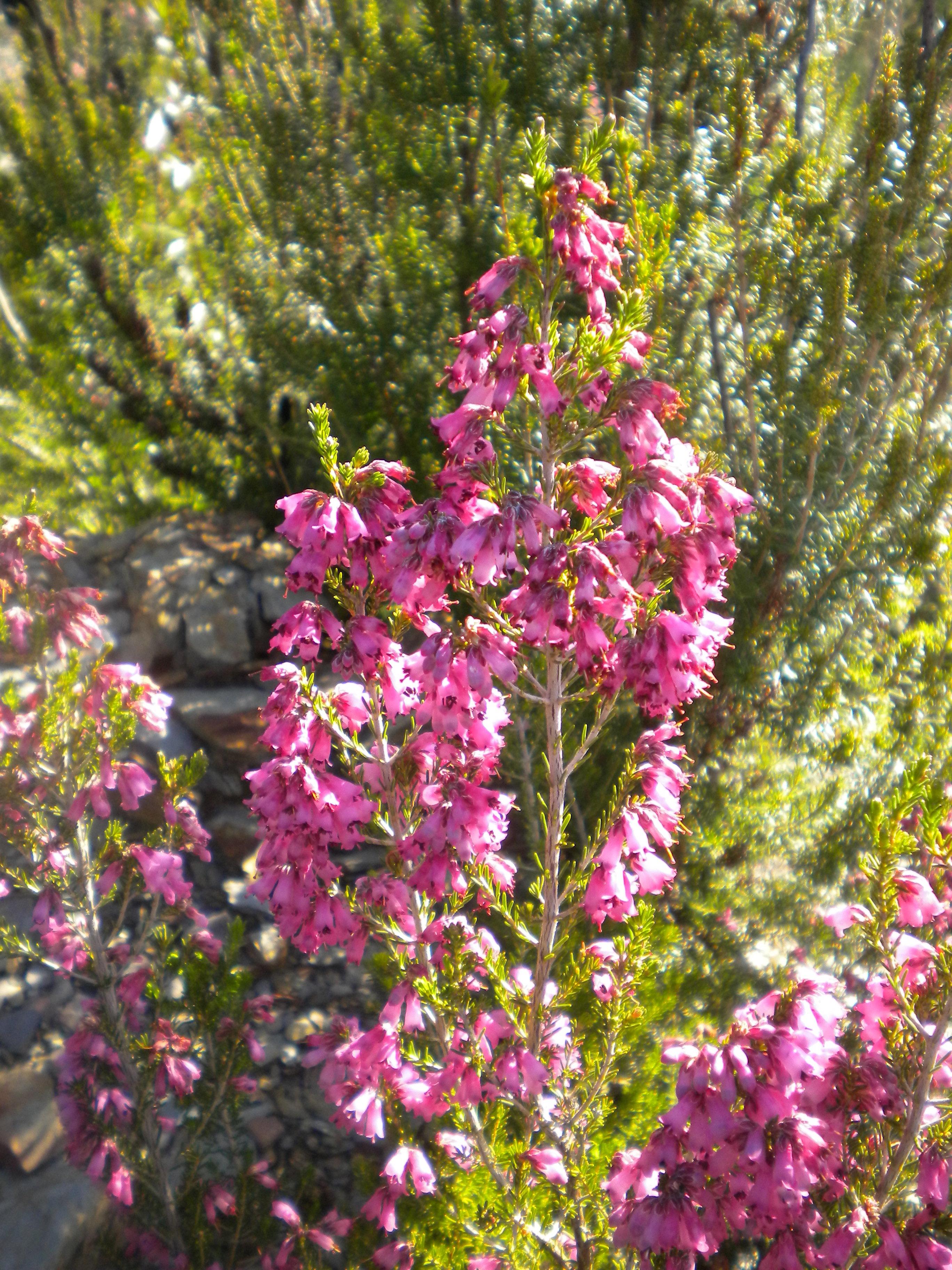
Erica australis, una planta típica del parc.

S'ha de recordar a tots aquells que visiten Cabañeros que és un parc eminentment botànic amb espècies de flora amenaçades o relictes com el 
bedoll (Betula pendula ludebatula ssp. fontqueri) o el teix (Taxus boccata). També de manera relíctica era freqüent a les zones húmides del parc el faig (Fagus sylvatica) fins que una gran sequera al segle xix va eliminar-lo de la zona. Malgrat trobar algunes espècies vegetals especials, l'interès botànic d'aquest parc està en els múltiples nínxols ecològics que permeten la vida a multitud de plantes amb necessitats específiques: turberes, estepes, roques, cursos d'aigua,...
Les formacions de reboll Quercus pyrenaica del Parc Nacional de Cabañeros es presenten en dues situacions topogràficament diferents. Per una banda s'instal·len als fons de les valls, on es veuen afavorits per la profunditat de sòl i la humitat edàfica, i per l'altra ocupen les obagues de les muntanyes aprofitant la humitat atmosfèrica. En la primera d'aquestes situacions, els rebolls apareixen més o menys barrejats amb l'alzina, el freixe i el galer, al costat de l'arç blanc i l'aranyoner a l'estrat arbustiu. En aquest hàbitat els arbustos es desenvolupen poc en favor d'espècies herbàcees :Paeonia officinalis subsp. microcarpa, Paeonia broteri, Viola riviniana, Trifolium trukeante, Brachypodium sylvaticum, Festuca paniculata, Cynosurus cristatus i Vicia villosa.
L'altra localització que presenta el reboll a Cabañeros es correspon amb les obagues mitjanes i altes de la muntanya. En algunes sembla constituir formacions gairebé pures, mentre que en altres forma boscos mixtes amb arbres com l'alzina surera, l'auró negre, la moixera vera, l'arboç, el marfull i l'alzina. En aquestes exposicions el desenvolupament herbaci és pràcticament nul, mentre que els arbustos s'hi veuen afavorits. Els més freqüents són: Erica scoparia, Erica australis, Cistus populifolius, Phillyrea angustifolia, Lonicera periclymenum subsp. hispànica.

## Geologia

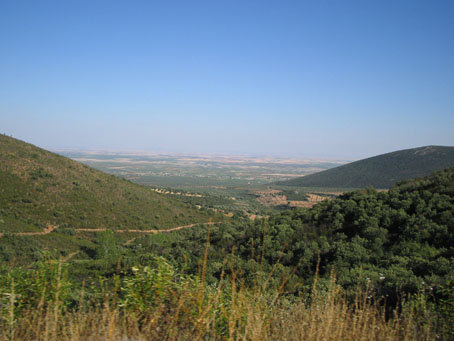
Montes de Toledo, principal serralada del parc que caracteritza la geologia típica de Cabañeros.

A més de la fauna i la flora, Cabañeros compta amb un tercer recurs singular: la seva geologia. En localitats com Navas de Estena es poden recórrer zones de fòssils de fa més de 400 milions d'anys, a l'ordovicià, quan aquest territori era mar.
Recentment s'han trobat a Navas de Estena les restes fosilitzades de l'activitat del cuc més antic descobert fins al moment.

## Història
La història del parc està estretament lligada a la història de la comarca on es troba; els Montes de Toledo.
Des del segle xiii fins al segle xix els terrenys actuals del parc pertanyien a la ciutat de Toledo. Les imposicions de la ciutat sobre els usos de la zona i l'ús dels habitants de l'entorn, van permetre conservar una naturalesa pràcticament verge fins ben entrat el segle xviii. Ja en el segle xix, durant 25 anys (1860-1885) Cabañeros va estar a les mans de creditors de la ciutat de Toledo, constituïts en administració usufructuària per tal de mitjançant el seu aprofitament ramader i forestal es cobressin els deutes de la ciutat. En aquest segle, amb les desamortitzacions i les subhastes de moltes terres en grans lots de terreny, Cabañeros va passar a formar part del patrimoni agrícola del duc de Medinaceli que era al mateix temps duc de Ciudad Real, per via matrimonial va recaure al segle XX en el conde de Gavia. La filla del comte va vendre abans de morir 40000 hectàrees a la família de naviliers Aznar i al marquès de Villabragima.
L'aïllament de la zona, significatiu encara en l'actualitat, juntament amb les mides del vedat de caça a mans d'un sol propietari van ser els factors que més van intervenir en la conservació d'aquest espai natural. Degut a aquest aïllament i despoblament, es va intentar construir un camp de tir al qual els veïns de la zona i diversos col·lectius es van oposar. El 1988 va ser declarat parc nacional de Cabañeros per la Junta de Comunitats de Castilla-La Mancha encara que després de 10 dies es va publicar un reial decret que declarava el municipi veí d'Anchuras zona d'interès per a la defensa.
El 1995 va arribar la declaració de l'espai com Parc Nacional de Cabañeros.

## Socioeconomia
La zona d'influència socioeconòmica de Cabañeros engloba sis municipis que tenen territoris dintre del parc: Hontanar, Retuerta del Bullaque, Los Navalucillos, Horcajo de los Montes, Alcoba de los Montes i Navas de Estena.
Tradicionalment aquesta zona es va caracteritzar per les seves explotacions agràries de subsistència o amb una vocació ramadera de cabres a les zones muntanyenques i d'ovella a les zones de pastura. Són terrenys dolents per a l'agricultura i una font d'ingressos per a les grans finques són les munteries de caça major.
Actualment la zona pateix una taxa alta d'envelliment de la població. Comença a desenvolupar-se un teixit empresarial al voltant dels negocis de turisme rural.